# Mental ray
Mental Ray é um Renderizador (motor que dá acabemento, após modelagem, animação e/ou texturização em projetos diversos) desenvolvido por Mental Images (Berlim, Alemanha), utilizados em sofwares de modelagem 3d, como 3ds Max, Maya, SoftImage XSI, etc. É um dos únicos renderizadores quase que fisicamente corretos.
O Mental Ray tem sido usado em muitos filmes, incluindo   Hulk ,  Matrix Reloaded e  Revolutions ,  Star Wars: Episódio II - Ataque dos Clones ,  O Dia Depois de Amanhã  e   Poseidon .

Em 17 de novembro de 2017, foi anunciado que a NVIDIA não assinaria o Mental Ray a partir de 20 de novembro de 2017 em diante. Haverá versões de manutenção com bug corrigido ao longo de 2018 para os clientes de plug-in.

## Características
Mental Ray é um dos melhores renderizadores proprietários do mercado. A qualidade das imagens produzidas por ele são indiscutíveis. Hoje em dia ele vem integrado ao 3dsmax, como uma opção ao Scanline render do max. Como um dos softwares mais utilizados no mercado para renderização.
A principal característica do mental ray é a realização de alto desempenho por meio do paralelismo em máquinas com múltiplos processadores e em ambas as fazendas de renderização . O software utiliza técnicas de aceleração, como scanline para a determinação de superfície visível primário e particionamento de espaço binário para raios secundários. Ele também suporta cáusticos e simulação fisicamente correta de iluminação global empregando mapas de fótons . Qualquer combinação de difusa, reflexão brilhante (macio ou disperso), e especular e transmissão pode ser simulado.
A Mental Images foi comprada em dezembro de 2007 pela Nvidia. Como o nome implica, ele suporta ray tracing para gerar imagens. Suas características de fotorealismo são comparadas ao RenderMan, utilizado pela Pixar, sobre as quais esta detém algumas vantagens e desvantagens. Por exemplo, recursos como GI (iluminação global) foram apoiados pelo mental ray longo antes de poderem ser encontradas em RenderMan. Mental ray tem sido utilizada em vários filmes, incluindo Hulk, The Matrix Reloaded & Revolutions, O Dia Depois de Amanhã e ultimamente no Poseidon.